# The Big One (film, 1998)
Pour l’article homonyme, voir The Big One.
Pour plus de détails, voir Fiche technique et Distribution.
The Big One est un documentaire américain de Michael Moore réalisé en 1997 lors de la tournée de promotion de son livre Downsize This! à travers les États-Unis.

## Synopsis
À chaque ville traversée le film montre la réalité sociale et le chômage en allant à la rencontre des salariés et des dirigeants d'entreprises. Il dénonce les pratiques de multinationales qui licencient leur personnel alors qu'elles font des bénéfices, ou comme Nike, dont certains sous-traitants utilisent le travail des enfants.